# Lawon Barszczeuski
Lawon Piatrowicz Barszczeuski (biał. Лявон Пятровіч Баршчэўскі; ros. Леонид Петрович Борщевский, Leonid Pietrowicz Borszczewski; ur. 4 marca 1958 w Połocku) – białoruski filolog, tłumacz, pisarz, poeta i polityk, w latach 1990–1995 deputowany do Rady Najwyższej Białoruskiej SRR/Rady Najwyższej Republiki Białorusi XII kadencji; członek Opozycji BNF – frakcji parlamentarnej partii Białoruski Front Ludowy (Biełaruski Narodny Front), o charakterze antykomunistycznym i niepodległościowym; w latach 2007–2009 przewodniczący Partii BNF, w lutym 2011 roku opuścił to ugrupowanie; kandydat nauk filologicznych (odpowiednik polskiego stopnia doktora).

## Życiorys

### Młodość
Urodził się 4 marca 1958 roku w Połocku, w obwodzie witebskim Białoruskiej SRR, ZSRR. W 1980 roku ukończył Miński Państwowy Pedagogiczny Instytut Języków Obcych. W latach 1984–1987 odbywał tam aspiranturę, a w 1989 roku uzyskał stopień kandydata nauk filologicznych (odpowiednik polskiego stopnia doktora). Temat jego rozprawy kandydackiej brzmiał: Czasowy aspekt ciągłości krótkiego tekstu literackiego we współczesnym języku niemieckim. Pracował kolejno jako przewodnik-tłumacz w Mińskim Biurze Turystycznym (1980), nauczyciel w Szkole Średniej Nr 10 w Połocku (1980–1981). Wykładał w Nowopołockim Instytucie Politechnicznym w latach 1981–1984. Po aspiranturze pracował jako wykładowca, a następnie starszy wykładowca w Katedrze Języków na tej samej uczelni, w latach 1987–1990. Od 1991 roku był wicedyrektorem ds. naukowo-metodycznych Białoruskiego Humanistycznego Centrum Edukacyjno-Kulturowego przy Ministerstwie Edukacji Narodowej Republiki Białorusi.

### Działalność parlamentarna
W 1990 roku został wybrany na deputowanego ludowego do Rady Najwyższej Białoruskiej SRR z Nowopołockiego-Maładziożnego Okręgu Wyborczego Nr 174 w obwodzie witebskim. Na początku czerwca 1990 roku został jednym z koordynatorów Grupy Deputackiej BNF (od 16 lipca pod nazwą Opozycja BNF). Pełnił funkcję zastępcy przewodniczącego Komisji Rady Najwyższej ds. Edukacji, Kultury i Ochrony Dziedzictwa Historycznego. Wchodził w skład Komisji Rady Najwyższej ds. Międzynarodowych i Zewnętrznych Więzi Gospodarczych. Był również członkiem tzw. Gabinetu Cieni Opozycji BNF. Kierował w nim Ministerstwem Edukacji.
Brał udział w opracowaniu i przyjęciu Deklaracji o Państwowej Suwerenności Białorusi oraz w przygotowaniu projektów ustaw na nadzwyczajnej sesji Rady Najwyższej 24–25 sierpnia 1991 roku, w czasie której ogłoszono niepodległość Białorusi.
Szef grupy opracowującej projekty ustaw: O obywatelstwie (1990), O referendum (1991), O edukacji (1992), współautor szeregu innych projektów. Uczestnik głodówki deputowanych Opozycji BNF 11–12 kwietnia 1995 roku w Sali Owalnej parlamentu, ogłoszonej na znak protestu przeciwko zainicjowanemu przez prezydenta Łukaszenkę referendum na temat wprowadzenia języka rosyjskiego jako drugiego języka państwowego, zmiany symboli państwowych Białorusi (biało-czerwono-białej flagi i herbu Pogoni) na symbole nawiązujące do radzieckich (obecne godło i flaga Białorusi), integracji ekonomicznej z Federacją Rosyjską i prawa prezydenta do rozwiązywania parlamentu. W nocy z 11 na 12 kwietnia został razem z innymi protestującymi wywleczony siłą z sali parlamentu przez zamaskowanych funkcjonariuszy wojska i służb specjalnych, pobity, wepchnięty do samochodu, wywieziony, a następnie wyrzucony na ulicy w centrum Mińska.
W 2010 roku Zianon Pazniak opisał w swoich wspomnieniach Lawona Barszczeuskiego z początku lat 90. następująco:

…wchodził w skład naszej głównej siły uderzeniowej. Intelektualista z wybitną znajomością literatury i języków obcych, osoba twórcza, jednocześnie był człowiekiem zdolnym do tego, by być i działać w partii, w grupie (poczucie obowiązku, odpowiedzialność, dyscyplina realizacji, inicjatywa w granicach zadania itd.).

### Późniejsza działalność polityczna

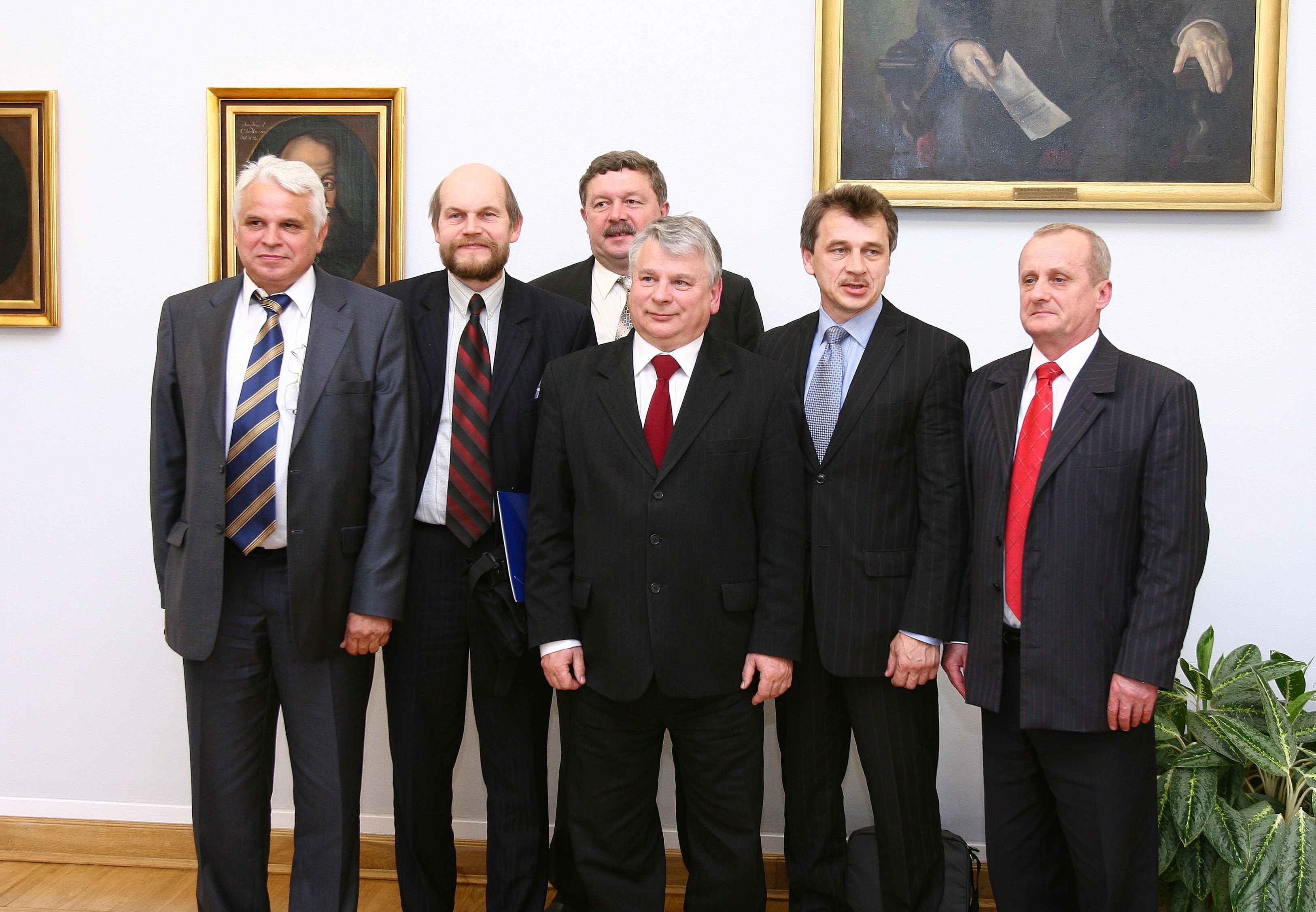
Lawon Barszczeuski (drugi z lewej) w Senacie Rzeczypospolitej Polskiej, 28 maja 2008 roku

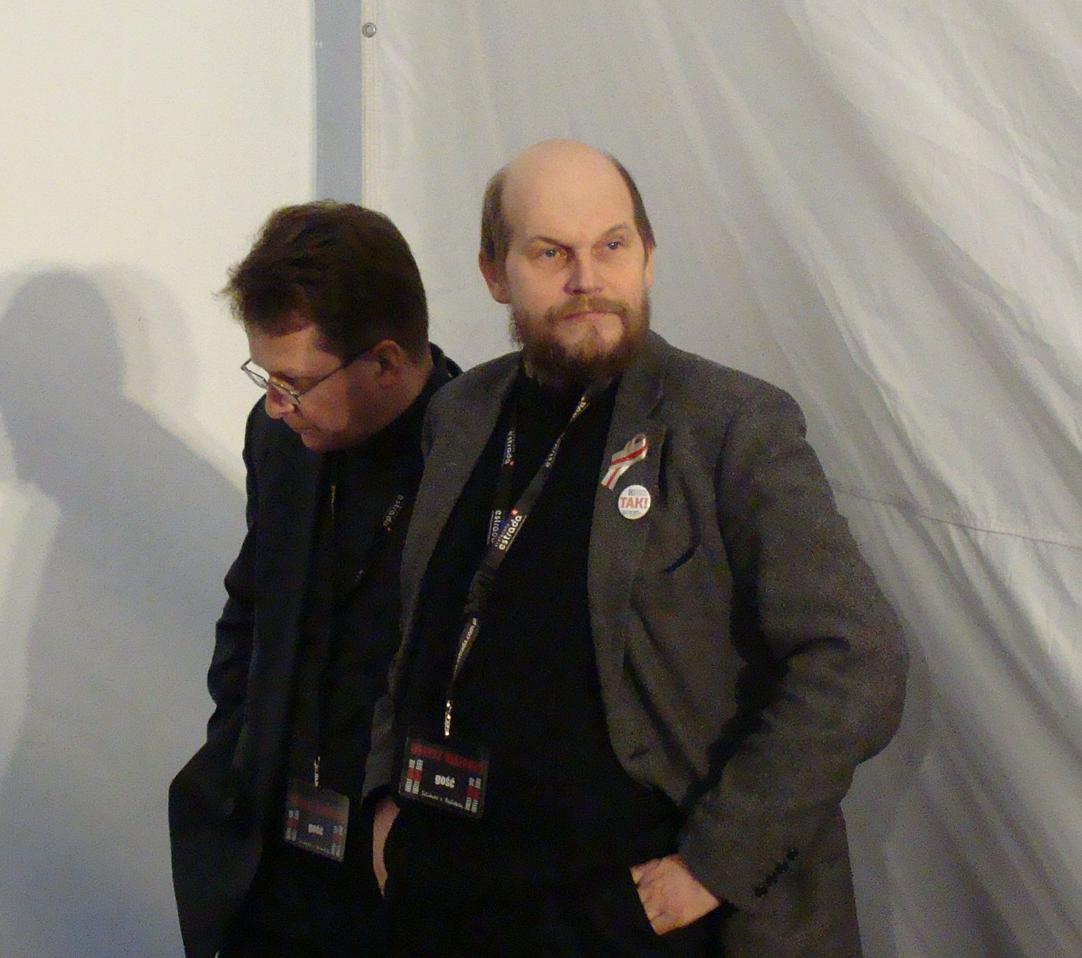
Lawon Barszczeuski (z prawej) i Wincuk Wiaczorka za sceną w czasie koncertu „Solidarni z Białorusią” w Warszawie, 22 marca 2009 r.

W 1995 roku został wiceprzewodniczącym Białoruskiego Frontu Ludowego. Rok później, w związku z udaniem się Zianona Pazniaka na emigrację polityczną do Stanów Zjednoczonych, objął stanowisko p.o. przewodniczącego partii. W 1999 roku stanowisko to przejął Wincuk Wiaczorka. W tym samym roku doszło do rozłamu we Froncie, w wyniku którego powstały dwa ugrupowania: Konserwatywno-Chrześcijańska Partia – BNF pod kierownictwem Pazniaka oraz Partia BNF pod kierownictwem Wincuka Wiaczorki. Barszczeuski poparł Wiaczorkę i został jego doradcą.
9 grudnia 2007 roku, na zjeździe Partii BNF, został wybrany na jej przewodniczącego. Jego kandydatura została wysunięta jako bezalternatywna, ponieważ delegaci w przewidzianym czasie nie byli w stanie wybrać przewodniczącego na drodze głosowania. Stanowisko zachował do 5 września 2009 roku, kiedy to na kolejnym zjeździe Partii BNF przegrał wybory z Alaskiejem Janukiewiczem. Barszczeuski otrzymał wówczas 144 głosy, Janukiewicz – 173. Po przegranej Lawon Barszczeuski wystosował do członków partii list, w którym napisał:

Alaksiej Janukiewicz nie może konkurować z Milinkiewiczem, ani realnie mu się sprzeciwić. Dla Łukaszenki również nie stanowi swoją osobą obiektu zainteresowania, podczas gdy mnie Łukaszenka się boi, dobrze znając moje zdolności, uczciwość i wojownicze cechy.

Na 12. zjeździe Partii we wrześniu 2009 roku odmówił dalszego członkostwa w organie kierowniczym – Sejmie Partii BNF, pozostając jednak członkiem partii. Wraz z nim zrezygnowali m.in. dwaj inni członkowie ugrupowania, którzy w przeszłości byli deputowanymi Rady Najwyższej XII kadencji: Walancin Hołubieu i Piotr Sadouski.
11 lutego 2011 roku, wraz z 84 innymi działaczami Partii BNF, opuścił szeregi tego ugrupowania. Tak samo uczyniła m.in. Halina Siamdzianawa. Przyczyną był sprzeciw wobec prowadzonej od 2009 roku polityki kierownictwa partii, która, według podpisanej m.in. przez Barszczeuskiego deklaracji, nie odpowiada wyzwaniom współczesności, przeczy samego duchowi narodowej demokracji, wolności, moralności i pryncypialności, z jakim utożsamiał się Białoruski Front Ludowy od jego założenia w 1988 roku. Z deklaracji wynika także, że jedną z głównych przyczyn o wystąpieniu z partii były złe wyniki kampanii przed wyborami prezydenckimi w 2010 roku. Barszczeuski wyraził też krytyczną opinię, że Partia BNF prowadzi pojednawczą politykę wobec prezydenta Łukaszenki, oraz że faktycznie kieruje nią lider Ruchu „Za wolność”, Alaksandr Milinkiewicz. Zdaniem Ryhora Kastusioua, wiceprzewodniczącego Partii BNF, odejście m.in. Lawona Barszczeuskiego to (…) niewielka strata. Tym bardziej, że ci ludzie na partię nie pracują już z dawien dawna, oni pracują nie na korzyść partii, a na jej szkodę.

## Poglądy
W przeprowadzonej przez Radyjo Swaboda w 2010 roku ankiecie Barszczeuski przedstawił swoje poglądy polityczne dotyczące sytuacji na Białorusi. Według niego ustrój polityczny kraju powinien być zgodny z konstytucją. Białoruś winna dążyć do wejścia do Unii Europejskiej, jednak pragmatyzm ekonomiczny Unii nie powinien ograniczać rozwoju państwa.
Obecnie Barszczeuski jest wiceprezesem Stowarzyszenia Białoruś-Izrael. Składa także częste wizyty w Polsce. Wraz z Wincukiem Wiaczorką był m.in. gościem na koncercie „Solidarni z Białorusią” w Warszawie 22 marca 2009 roku.

## Działalność literacka

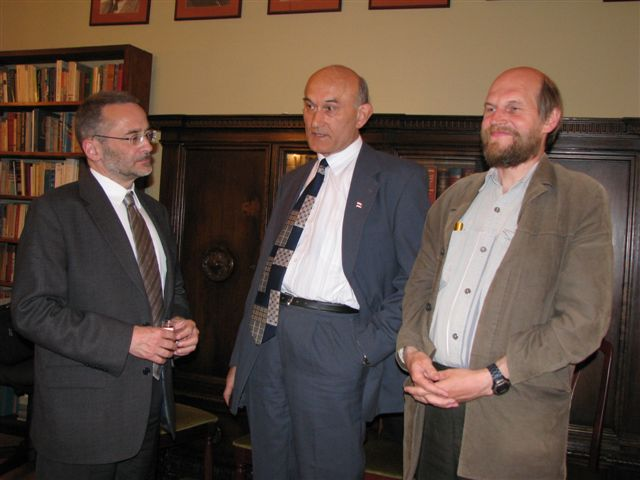
Adam Pomorski, Zianon Pazniak i Lawon Barszczeuski na spotkaniu polskiego PEN Clubu, 16 czerwca 2008 roku

Lawon Barszczeuski jest pisarzem, poetą, tłumaczem i krytykiem. Pierwsze jego publikacje pojawiły się w druku w 1985 roku na terenie Białoruskiej SRR. Od 1989 roku należy do Związku Pisarzy Białoruskich. Tłumaczy z łaciny, starożytnej greki, języka niemieckiego, angielskiego, francuskiego, polskiego, hiszpańskiego i innych. 3 września 2003 roku został wybrany na przewodniczącego białoruskiego PEN Clubu, na miejsce zmarłego Wasila Bykaua. Pełnił tę funkcję do października 2005 roku, kiedy to zastąpił go na tym stanowisku Uładzimir Niaklajeu.
W 2003 roku Lawon Barszczeuski rozpoczął pracę nad stworzeniem EuroThesaurus – Słownika europejskiego (Еўрапейскі слоўнік). Wydanie zawiera kilka tysięcy haseł, przełożonych na 28 języków Europy. Pracę zakończył w 2008 roku, promocja odbyła się w mińskiej siedzibie BNF. Jest redaktorem wychodzącej od 2006 roku we Wrocławiu serii wydawniczej Biblioteka białoruska. W 2008 w opracowaniu Adama Pomorskiego i Lawona Barszczeuskiego ukazała się w Polsce dwujęzyczna antologia pt. Nie chyliłem czoła przed mocą. Antologia poezji białoruskiej od XV do XX wieku (Kolegium Europy Wschodniej im. Jana Nowaka-Jeziorańskiego 2008, ISBN 978-83-89185-65-5).

## Publikacje
Lawon Barszczeuski jest autorem ponad dziesięciu publikacji książkowych, współautorem – ponad dwudziestu, napisał przedmowę do dziesięco wydań, swoim nazwiskiem sygnował ponad dwieście publikacji. Przetłumaczył na język białoruski m.in. "Iliadę" Homera (1 wyd., Mińsk 2024; 2 wyd. Warszawa, 2024), epos indiański "Popol Vuh", 28 tomików poezji, 8 powieści, ponad 15 utworów dramaturgii światowej, 12 książek klasyków filozofii światowej. Do jego dorobku naukowego zaliczają się opracowania z zakresu metodologii literatury i języka, językoznawstwa i literaturoznawstwa, słowniki (m.in. białorusko-angielski, litewsko-białoruski i białorusko-litewski). 
Autorstwo (Wybór)
1. Barszczeuski L., JeuraSłounik. 28 mou, Kala 100 000 adzinak pierakładu = EuroThesaurus, Minsk 2008. ISBN 978-985-448-080-0.
2. Barszczeuski L., Karotkaja hramatyka polskaj mowy, Minsk 2008. ISBN 978-985-448-087-9.
3. Barszczeuski L., Litaratura ad starażytnasci da paczatku epochi ramantyzmu. Papularnyja narysy, Minsk 2003. ISBN 985-419-153-2.
4. Barszczeuski L., Thesaurus alboruthenico-latino-europaeus = Biełaruska-łacinska-jeurapiejski słounik = Słownik białorusko-łacińsko-europejski, Wrocław 2008. ISBN 978-83-89185-87-7.
5. Barszczeuski L., Podwójne światy. Wywiad Małgorzaty Nocuń z Lawonem Barszczeuskim = Double Worlds. Małgorzata Nocuń Talks to Lavon Barshcheusky, Kraków 2014. ISBN 978-83-61600-88-6.

Współautorstwo (Wybór)
1. Akoława W. i in., Tam, dzie wieży Safii, oprac. N. Halpiarowicz, Minsk 2003. ISBN 985-02-0626-8.
2. Aksamit M. i in., Razhon. Uspaminy deputatau Wiarchounaha Sawietu XII sklikannia. Drukujucca u skarocie, "Arche" 9 (2009), s. 82-136.
3. Aniskowicz U., Barszczeuski L., Batoryn F. i inni. Dalahlady, oprac. A. Hardzicki, Minsk 1985.
4. Uwodziny u fiłasofiju, oprac. Barkouski P., Barszczeuski L., Hrudnicki R., Sidarewicz A. Minsk 2018. ISBN 978-985-23-0075-9.
5. Barszczeuskaja A., Barszczeuski L., Arfahraficzny słounik biełaruskaj mowy u adpawiednasci z nowymi "Prawiłami biełaruskaj arfahrafii i punktuacyi". Wyd. 5, Minsk 2023.
6. Barszczeuski L., Hucau A., Karotkaja hramatyka łatyszskaj mowy, Minsk 2008. ISBN 978-985-448-086-2.
7. Barszczeuski L., Wasiuczenka P., Tyczyna M., Asabliwasci anhlijskaha ramantyzmu, "Rodnaje słowa" 10 (2005), s. 55-57.
8. Barszczeuski L., Wasiuczenka P., Tyczyna M., Biełaruskaja litaratura i swiet. Ad epochi ramantyzmu da naszych dzion. Papularnyja narysy, Minsk 2006. ISBN 985-448-065-8.
9. Barszczeuski L., Wasiuczenka P., Tyczyna M., Słowy u czasie: Litaratura ad ramabtyzmu da simwalizmu i naszaniuskaha adradżennia, Sankt-Petersburg 2014. ISBN 978-5-94716-255-4.
10. Barszczeuski L., Wasiuczenka P., Tyczyna M., Słowy u czasie i prastory: Litaratura aposzniaha stahoddzia, Minsk 2015. ISBN 978-985-6992-77-6.
11. Barszczeuski L., Wasiuczenka P., Tyczyna M., Paunocznaamierykanski ramantyzm. Tworczaść Hienry Łanhfela. Kurs "Ramantyzm u litaratury". Tema 11. 9-10-ja kłasy (50 hadzin), "Rodnaje słowa" 7 (2006), s. 51-52.
12. Barszczeuski L., Wasiuczenka P., Tyczyna M., Ranni ruski ramantyzm. Życcio i tworczaść Alaksandra Puszkina. Kurs "Ramantyzm u litaratury". Tema 11. 9-10-ja kłasy (50 hadzin), "Rodnaje słowa" 2 (2006), s. 48-52.
13. Barszczeuski L., Wasiuczenka P., Tyczyna M., Razwiccio ramantycznaj płyni u Biełarusi u siaredzinie–2-j pałowie XIX st. Kurs "Ramantyzm u litaratury". Tema 11. 9-10-ja kłasy (50 hadzin), "Rodnaje słowa" 12 (2006), s. 38-40.
14. Barszczeuski L., Wasiuczenka P., Tyczyna M., Ruskamounaja i polskamounaja litaratura Biełarusi kanca XVIII–pierszaj pałowy XIX st., "Rodnaje słowa" 9 (2005), s. 45-47.
15. Barszczeuski L. Słowy i wobrazy, cz. I. Minsk 2017. ISBN 978-985-7164-67-7.
16. Barszczeuski L. Słowy i wobrazy, cz. II. Minsk 2018. ISBN 978-985-23-0004-9.
17. Barszczeuski L., Wasiuczenka P., Tyczyna M., Życciowy i tworczy szlach Michaiła Lermantawa. Kurs "Ramantyzm u litaratury". Tema 11. 9-10-ja kłasy (50 hadzin), "Rodnaje słowa" 5 (2006), s. 53-56.
18. Harecki R. i in., Nasz Bykau. Kn. uspaminau, oprac. H. Buraukin, Minsk 2004. ISBN 985-6060-17-6.
19. Jana i Ja. Wierszy i piesni pra kachannie, oprac. U. Siuczykau, R. Szastak, Minsk 2005. ISBN 985-448-050-X.
20. Nocuń M., Brzeziecki A., Ograbiony naród. Rozmowy z intelektualistami białoruskimi, Wrocław 2007. ISBN 978-83-89185-95-2.

Przedmowy (Wybór)
1. Babilonskaja biblijateka. Zamieżnaja litaratura u pierakładach Naszaj Niwy, przedm. L. Barszczeuski, Minsk 2007. ISBN 978-985-6800-46-0.
2. Hryniawickaja W., Try ekzamieny – czatyry adznaki, kom. A. Baturyna, L. Barszczeuski, "Narodnaja Wola" (2006) 18-19.02.

Redakcja (Wybór)
1. Biełaruskaja literatura i swiet. Wybranyja teksty dla czytannia i analizu, oprac. L. Barszczeuski, U. Siuczykau, Minsk 2006. ISBN 985-448-066-6.
2. Biełaruskaja szkoła. Tezisy nawukowa-praktycznaj kanfierencyi 28-19 sakawika 1992 h., Minsk, red. L. Barszczeuski i in. Minsk 1992.
3. Chrestamatyja pa litaratury narodau swietu (8-y kł.), oprac. L. Barszczeuski, Minsk 1992. ISBN 5-86952-004-5.
4. Chrestamatyja pa litaratury narodau swietu (9-y kł.), oprac. L. Barszczeuski, Minsk 1998. ISBN 985-6012-12-0.
5. Cwirka W., Karotkaja hramatyka szwiedskaj mowy, red. L. Barszczeuski, Minsk 2009. ISBN 978-985-448-095-4.
6. Hałasy z-za niebakraju. Antałogija paezii swietu u biełaruskich pierakładau XX stahoddzia, red. L. Barszczeuski, Minsk 2008. ISBN 978-985-6740-83-4.
7. Kaczka-dziwaczka. Polskaja paezija dzieciam. Wybranyja staronki z paetau XIX–paczatku XXI st. = Kaczka-dziwaczka. Polska poezja dziecięca. Wybór z poetów XIX – początku XXI w., oprac. L. Barszeuski, U. Siuczykau, tł. M. Tank, Minsk 2006. ISBN 985-448-068-2.
8. Lenau N., Zirni u patok, tł. L. Barszczeuski, Minsk 1991. ISBN 5-340-00128-0.
9. Litaratura narodau swietu. Chrestamatyja-dapamożnik dla X kł. siared. szk. Biełarusi, oprac. L. Barszczeuski 1995.
10. Litaratura narodau swietu. Kn. u dapamohu tym, chto wywuczaje suswiet. lit., oprac. L. Barszczeuski, Minsk 1999. ISBN 985-6012-12-0.
11. Miłosz, Cz., Ziamla Ulra, red. L.Barszczeuski. Minsk 2011. ISBN 978-985-6991-47-2.
12. Nie chyliłem karku przed mocą. Antologia poezji białoruskiej od XV do XX wieku, oprac. L. Barszczeuski, A. Pomorski, tł. K. Bortnowska, R. Baradulin i in., Wrocław 2008. ISBN 978-83-89185-65-5.
13. Raaho P., Karotkaja hramatyka sławackaj mowy, red. L. Barszczeuski, Minsk 2010. ISBN 978-985-448-099-2.
14. Schiler F., Wierszy i balady. Dramy, oprac. L. Barszczeuski, Minsk 1993. ISBN 5-340-00954-0.
15. Wasiuczenka M., Karotkaja hramatyka anglijskaj mowy, red. L. Barszczeuski, Minsk 2009. ISBN 978-985-448-094-7.
16. Żłutka A., Karotkaja hramatyka łacinskaj mowy, red. L. Barszczeuski, Minsk 2009. ISBN 978-985-448-089-3.

Tłumaczenia (wybór)

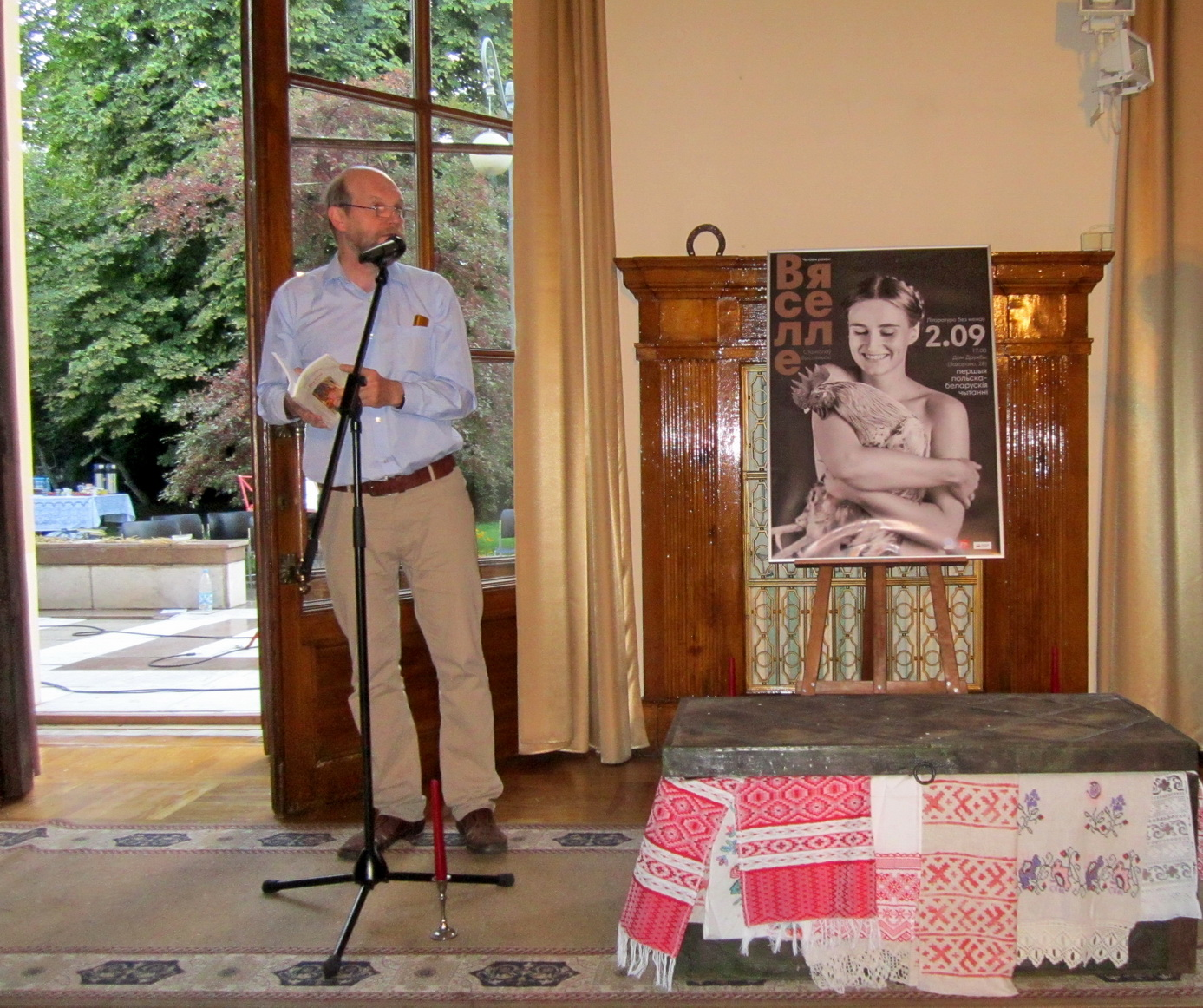
Narodowe Czytanie w Mińsku. Lawon Barszczeuski, tłumacz „Wesela” S. Wyspiańskiego na język białoruski, czyta swoją rolę (2017 rok)

1. Ajschylos, Prykuty Pramietej ; Sofokles, Antyhona, tł. L. Barszczeuski, J. Drejzin, Minsk 1993. ISBN 5-86952-013-4.
2. Arystoteles, Paetyka, tł. L. Barszczeuski, Minsk 2023. ISBN 978-985-23-0214-2.
3. Böll H., Biljard a pałowie dziesiataj. Raman, apawiadanni, tł. L. Barszczeuski, Minsk 1993. ISBN 5-340-0094-9.
4. Brecht B., Na szalach praudy. Wierszy i piesni, tł. L. Barszczeuski, Minsk 1988. ISBN 5-340-00175-Х.
5. Buduczynia historyi. Zbornik artykułau pa suczasnaj histaryjahrafii, red. H. Sahanowicz, tł. L. Barszczeuski, I. Hanieckaja, M. Ramanouski, Minsk 2008. ISBN 978-985-6887-20-1.
6. Chiari B., Sztodzionnaść za linijaj frontu. Akupacyja, kałabaracuja i supraciu u Biełarusi (1941-1944 g.), tł. L. Barszczeuski, Minsk 2005. ISBN 978-52722-0-6.
7. Dwaccać polskich apawiadanniau. Pierakład z polskaj, tł. L. Barszczeuski i in., Minsk 2007. ISBN 978-985-6800-41-5.
8. Gałczyński K. I., Siomaje nieba. Wybranyja twory, tł. L. Barszczeuski i in., Minsk 2006. ISBN 985-6800-15-3.
9. Goethe J. W., Wybranyja twory, tł. L. Barszczeuski, W.Siomucha i inni, Minsk 1999. ISBN 985-6318-55-6.
10. Homer, Ilijada, tł. L. Barszczeuski, wyd. 2, Warszawa, 2024. ISBN 978-83-965621-6-6.
11. Husserl, E., Fiłasofija jak dakładnaja nawuka, tł. L. Barszczeuski, Minsk 2023. ISBN 978-985-7247-63-9.
12. Iwaszkiewicz J., Panny z Wilka. Apowiesci i apawiadanni. Pierakład z polskaj, tł. Barszczeuski L. i in., Minsk 2006. ISBN 985-6783-23-2.
13. Kafka F., Prysud. Apawiadanni i miniaciury, tł. L. Barszczeuski, Minsk 1996. ISBN 5-340-01368-5.
14. Kafka F., Wybranyja twory T. 1. Praces, tł. L. Barszczeuski, Minsk 2020. ISBN 978-985-23-0131-2.
15. Kafka F., Wybranyja twory T. 2. Pieratwareńnie: apawiadańni, tł. L. Barszczeuski, Minsk 2020. ISBN 978-985-23-0132-9.
16. Kafka F., Zamak, tł. L. Barszczeuski, Minsk 2022. ISBN 978-985-23-0173-2.
17. Kafka F., Znikły. Wosiem sszytkau in octavo, tł. L. Barszczeuski, Minsk 2022. ISBN 978-985-23-0174-9.
18. Kant I., Pralehomieny da luboj buduczaj mietafiziki, szto moża uzniknuć jak nawuka, tł. L. Barszczeuski, Minsk 2006. ISBN 985-6783-13-5.
19. Lindgren A., Usie naszy dzieci z Bulerbiu. Proza dla dzieci, tł. L. Barszczeuski, Wilnius 2000. ISBN 9955-437-04-9.
20. Lindner R., Historyja i ułada. Nacyjatworczy praces i hist. palityka u Biełarusi XIX-XX st., tł. L. Barszczeuski, Minsk 2003. ISBN 5-94716-035-8.
21. Miłosz Cz., Inszaha kanca swietu nia budzie. Wybranyja twory = Innego końca świata nie będzie. Utwory wybrane, tł. L. Barszczeuski i in., Wrocław 2006. ISBN 978-83-89185-86-0.
22. Miłosz Cz., Wyratawannie. Wybranyja wierszy i paemy, tł. L.Barszczeuski i in. Minsk 2011. ISBN 978-985-6991-45-8.
23. Mostowska-Radziwiłł H., Strach u Małym Zamku. Byl, tł. L. Barszczeuski, "Dziejasłou" 4 (2006), s. 154-170.
24. Mrożek S., Dom na miaży. Wybranyja twory, tł. L. Barszczeuski, W. Rakicki, M. Szoda, Minsk–Wroclaw 2008. ISBN 978-985-448-093-0. ISBN 978-83-61617-92-1.
25. Nietzsche, FJ., Ecce Homo, tł. L. Barszczeuski, Minsk 2024. ISBN 978-985-7247-73-8.
26. Obstfelder S., Kropla dażdżu, tł. L. Barszczeuski, "Dziejasłou" 6 (2003), s. 177-180.
27. Ortega-y-Gasset, J., Eciudy pra lubou i kachańnie, tł. L. Barszczeuski, Minsk 2024. ISBN 978-985-7247-74-5.
28. Petrarka F., Saniety ; Byron G. G., Pałomnictwa Czajld Harolda. Liryka. Paemy ; Verlaine P. M., U miesiacawym zzianni. Liryka, tł. L. Barszczeuski i in., Minsk 1996. ISBN 985-05-0072-7.
29. Platon, Fileb, tł. L. Barszczeuski, Minsk 2023. ISBN 978-985-23-0215-9.
30. Pry zaczynienych dzwiarach, tł. L. Barszczeuski i in., Minsk 1995. ISBN 5-340-01222-0.
31. Schulz B., Cynamonawyja kramy. Wybranaja proza, tł. L. Barszczeuski i in., Minsk 2006. ISBN 985-6783-27-5.
32. Sofokles. Edyp król, tł. L.Barczczeuski, "Dziejasłou" 6 (2009), s.196-229.
33. Starahreckaja dramaturhija: Ajschylos, Sofokles, Eurypides, Arystofanes, Menander, tł. L. Barszczeuski, J. Drejzin, Minsk 2020. ISBN 978-985-23-0088-9.
34. U tancy lichtarou = Im Lichtertanz, tł. J. Barysiewicz, L. Barszczeuski i in., Minsk 2005. ISBN 985-458-104-7.
35. Wyspiański S. Wesele, tł. L. Barszczeuski, Minsk 2014. ISBN 978-985-6992-40-0.
36. Słowacki J. Baladyna, tł. L. Barszczeuski, Minsk 2018. ISBN 978-7164-86-8.

## Odznaczenia
- Medal 100-lecia Białoruskiej Republiki Ludowej – 2019[13]